# Segunda Categoría de Orellana 2012
El Campeonato Provincial de Segunda Categoría de Orellana 2012 fue un torneo de fútbol en Ecuador en el cual compitieron equipos de la Provincia de Orellana.

## Equipos por cantón
| Cantón   | N.º | Equipos |
| -------- | --- | --- |
| Orellana | 5   | Abuelos Fútbol Club, Club Deportivo Coca, Club Deportivo Estrellas de Orellana, Club Social Deportivo Palma, Anaconda Fútbol Club |

## Posiciones
| Equipo                | Pts | PJ | PG | PE | PP | GF | GC | DG  |
| --------------------- | --- | -- | -- | -- | -- | -- | -- | --- |
| Anaconda F. C.        | 10  | 5  | 3  | 1  | 1  | 9  | 1  | +8  |
| Deportivo Coca        | 10  | 5  | 3  | 1  | 1  | 11 | 4  | +7  |
| Abuelos F. C.         | 8   | 5  | 2  | 2  | 1  | 7  | 5  | +2  |
| Estrellas de Orellana | 5   | 5  | 1  | 2  | 2  | 3  | 8  | −5  |
| Deportivo Palma       | 0   | 4  | 0  | 0  | 4  | 1  | 13 | −13 |

|  | Clasificado a los zonales. |

- Datos: Q6344569